# عشق همیشه بهتر است
«عشق همیشه بهتر است» (انگلیسی: Love Is Better Than Ever) فیلمی در ژانر کمدی رمانتیک به کارگردانی استنلی دانن است که در سال ۱۹۵۲ منتشر شد.

## بازیگران
- لری پارکز
- الیزابت تیلور
- جوزفین هاچینسون
- تام تالی
- آن دران
- الینور دوناهو
- کاتلین فریمن
- چارلز سالیوان